# Nakskov Skibs- og Søfartsmuseum

Nakskov Skibs- og Søfartsmuseum er et historisk museum i Nakskov på det vestligste Lolland. Museet beskæftiger sig med skibe, søfart og skibsbygning med udgangspunkt i lokalområdet samt arbejdsforholdene for personer beskæftiget inden for søfart.
Museet udstiller bl.a. navigationsudstyr, skibsmodeller, uniformer, værktøj og andet der har med skibsfart at gøre. Derudover har museet en udstilling om Nakskov Skibsværft og skibene Skoleskibet Danmark, der blev bygget på værftet i 1933 og Jutlandia, der blev bygget i 1934.
Museet blev etableret i 1996 med støtte fra bl.a. Nakskov Byråd og Marineforeningen i Nakskov og åbnede dørene i maj 1997.
I 2008 besøgte Troels Kløvedal museet for at filme en del af fem film på DR i anledning af søværnets 500-års jubilæum i 2010.

## Beliggenhed
Museet havde oprindelig til huse i Havnebygningen, en rød murstensbygning med tårn og tårnur lige ud til havnen i byen, som blandt andet havde været havnearbejdernes spiserestaurant, baderum og toilet. I 2024 blev museet flyttet til Klostergade 22, der tidligere havde huset Nakskovs bibliotek. Samtidig flyttede også Peter Freuchen Selskabet ind i de nye lokaler ved siden af søfartsmuseet. Selskabet laver udstillinger om Peter Freuchens liv, Grønland og arktisk forskning.